# Philoscia seriepunctata
Philoscia seriepunctata är en kräftdjursart som beskrevs av Gustav Budde-Lund 1893. Philoscia seriepunctata ingår i släktet Philoscia och familjen Philosciidae. Inga underarter finns listade i Catalogue of Life.